# Lista siturilor arheologice din județul Vaslui - T
Lista siturilor arheologice din județul Vaslui - T conține toate siturile arheologice din județul Vaslui înscrise în Repertoriul Arheologic Național (RAN) și aflate în localități al căror nume începe cu litera T. RAN este administrat de Ministerul Culturii și Patrimoniului Național și cuprinde date științifice, cartografice, topografice, imagini și planuri, precum și orice alte informații privitoare la zonele cu potențial arheologic, studiate sau nu, încă existente sau dispărute.
Puteți căuta un sit din localitățile care încep cu litera T folosind formularul de mai jos sau puteți naviga prin toate siturile din județ la Lista siturilor arheologice din județul Vaslui.
| Cod RAN                                | Denumire | Localitate                    | Adresă               | Datare              | Descoperit | Coordonate                                    | Imagine           | Erori            |
| -------------------------------------- | --- | ----------------------------- | -------------------- | ------------------- | ---------- | --------------------------------------------- | ----------------- | ---------------- |
| 166244.01.01                           | Situl arheologic de la Tăcuta-Dealul Miclea (Paic) / ansamblu anonim (Categorie: locuire) (Tip: așezare)             | sat Tăcuta, comuna Tăcuta     | Dealul Miclea (Paic) | Cucuteni - A3       | 1950       | 46°54′46″N 27°41′02″E / 46.91275°N 27.68375°E | Încărcați imagine | Raportați eroare |
| 166244.01.02                           | Situl arheologic de la Tăcuta-Dealul Miclea (Paic) / ansamblu anonim (Categorie: locuire) (Tip: așezare)             | sat Tăcuta, comuna Tăcuta     | Dealul Miclea (Paic) | Monteoru            | 1950       | 46°54′46″N 27°41′02″E / 46.91275°N 27.68375°E | Încărcați imagine | Raportați eroare |
| 166244.01.03                           | Situl arheologic de la Tăcuta-Dealul Miclea (Paic) / ansamblu anonim (Categorie: locuire) (Tip: așezare)             | sat Tăcuta, comuna Tăcuta     | Dealul Miclea (Paic) | Costișa             | 1950       | 46°54′46″N 27°41′02″E / 46.91275°N 27.68375°E | Încărcați imagine | Raportați eroare |
| 166244.01.04                           | Situl arheologic de la Tăcuta-Dealul Miclea (Paic) / ansamblu anonim (Categorie: locuire) (Tip: necropola birituală) | sat Tăcuta, comuna Tăcuta     | Dealul Miclea (Paic) | Noua                | 1950       | 46°54′46″N 27°41′02″E / 46.91275°N 27.68375°E | Încărcați imagine | Raportați eroare |
| 165103.01.01 (Cod LMI: VS-I-s-B-06690) | Cetatea Latene de la Târzii - "La Cetate" / ansamblu Cetate traco-getică (Categorie: locuire civilă) (Tip: Cetate)   | sat Târzii, comuna Oltenești  | La Cetate            | sec. V - IV a. Chr. |            |                                               | Încărcați imagine | Raportați eroare |
| 164188.01.01 (Cod LMI: VS-I-s-A-06691) | Așezarea Sracevo-Criș de la Trestiana - "Marginea" / ansamblu anonim (Categorie: locuire civilă) (Tip: Așezare)      | sat Trestiana, comuna Grivița | Marginea             | Starčevo - Criș     |            |                                               | Încărcați imagine | Raportați eroare |